# 雷德里弗鎮區 (阿肯色州瑟西縣)
雷德里弗鎮區（英語：Red River Township）是位於美國阿肯色州瑟西縣的一個行政鎮區。

## 地方資料
根據2010年美國人口普查的數據，雷德里弗鎮區的面積為86.01平方千米，當中陸地面積為85.84平方千米，而水域面積為0.17平方千米。當地共有人口321人，而人口密度為每平方千米3人。